# آتسوجی آشیکاگا
آتسوجی آشیکاگا (به ژاپنی: 足利 惇氏 あしかが あつうじ)، (زاده ۹ مه ۱۹۰۱ - درگذشته ۲ نوامبر ۱۹۸۳) پژوهشگر ژاپنی که در حوزهٔ هند و ایران فعالیت می‌کرد. او استاد بازنشسته در دانشگاه کیوتو و دانشگاه توکای و دارای مدرک دکترای ادبیات از دانشگاه کیوتو در سال ۱۹۴۹ بود.
او پنجمین کسی بود که به ریاست دانشگاه توکای برگزیده شده؛ او همچنین رئیس انجمن شرق‌شناسی ژاپن بود.

## شخص
متولد کوماگوم سنداگیبایاشی -چو، هونگو-کو ، توکیو (اکنون سنداگی، بونکیو -کو، توکیو). او دستاوردهایی ارزشمندی در زمینهٔ هندشناسی و ایران‌شناسی برای ژاپنی‌ها برجای گذاشت. کتابخانه دانشگاه توکای مطالبی را تحت عنوان «مجموعه آتسوجی آشیکاگا» در اختیار دارد.

## تاریخ
۱۹۱۴ (تایشو ۳) - فارغ‌التحصیل دوره ابتدایی گاکوشوین
۱۹۱۹ (تایشو ۸) - فارغ‌التحصیل از دبیرستان اول توکیو استانی
۱۹۲۷ (شوا ۲)-دانشگاه دوشیشا از دانشکده ادبیات گروه ادبیات انگلیسی فارغ‌التحصیل شد. مدرک تحصیلی: لیسانس هنر (دانشگاه دوشیشا).
۱۹۳۰ (شوا ۵) - مدرس دانشکده ادبیات دانشگاه امپراتوری کیوتو
۱۹۴۲ (شوا ۱۷) - دانشگاه امپراتوری کیوتو، دانشیار
۱۹۵۰ (شوا ۳۰) - استاد، دانشکده ادبیات، دانشگاه کیوتو
۱۹۵۹ (شوا ۳۴) - چهل و نهمین «جایزه آکادمیک»
۱۹۶۲ (شوا ۳۷) - رئیس دانشکده ادبیات دانشگاه کیوتو
۱۹۶۵ (شوا ۴۰)
مارس - بازنشسته از دانشگاه کیوتو.
آوریل - گروه ادبیات دانشگاه توکای
۱۹۶۷ (شوا ۴۲) - آوریل - رئیس دانشگاه توکای
۱۹۷۰ (شوا ۴۵) - از ریاست ادبیات دانشگاه توکای استعفا داد.
او در سال ۱۹۷۲ نشان گنج مقدس درجه دو را دریافت کرد.
دسامبر ۱۹۷۴ - از ریاست دانشگاه توکای استعفا داد.

## انتشارات
- "تاریخ جهان ۹ امپراتوری پارس " کودانشا ۱۹۷۷
- "آتسوجی آشیکاگا" (۳ جلد)، انتشارات دانشگاه توکای، ۱۹۸۸
  - «جلد اول ایران‌شناسی»، «جلد دوم هندشناسی» و «جلد سوم مقالات و خاطرات».
    - ویرایش شده توسط Yoshinori Ito , Yutaka Iwamoto، Eiichi Imoto , Keitaro Naoki و Nobuyuki Watase
- «اندیشه دینی فارسی» تجدید چاپ انجمن انتشارات کوکوشو، ۱۳۵۱. اولین نسخه Kobundo Kyoyo Bunko است
- انجمن شرق‌شناسی ژاپن، ویرایش، "مقالات شرق‌شناسی هندشناسی آتسوشی آشیکاگا کیجو" انجمن انتشارات کوکوشو، ۱۹۷۸
- "رازها و کشف تمدن‌های باستانی ۸ ایمان جاودانه" ماینیچی شیمبون، ۱۹۷۸. مقالات بسیاری را ویرایش و به صورت مشترک تألیف کرد

## نظر در موردماگا برهمانا
تحقیقات ماگا برهمانا در ژاپن احتمالاً با تحقیقات آشیکاگا در اوایل دهه ۱۹۵۰ آغاز شد (آشیکاگا ۱۹۵۳). از آنجایی که این پژوهش‌ها پیش از راجندرا چاندرا هازرا، هاینریش فون استیتنکرون و دیگران است، منابع بحث آن بهاویشیا پورانا است تا سامبا پورانا، و هیچ تمایزی بین «ماگا» و «بوجاکا» قائل نیست. با این حال، در حالی که آشیکاگا تصدیق می‌کند که قطعاً برخی از عناصر زرتشتی در توصیف بهاویشیا پورانا وجود دارد، او به فقدان عناصری اشاره می‌کند که زرتشتیان ارتدکس به‌طور طبیعی باید داشته باشند، و استدلال می‌کند که ماگا (و بوجاکاها) گروهی بودند که خدای میترا را می‌پرستیدند، که با زرتشتیان ارتدکس متفاوت بود. با در نظر گرفتن ماگا به عنوان گروهی که خدای میترا را می‌پرستیدند، او تا حدودی موضعی مشابه با استیتنکرون و دیگران داشت. خود آشیکاگا بر متون بودایی تمرکز نداشت و در عوض استدلال بر مبنای بهاویشیا پورانا بود، اما در پی بحث او، کاسوگای شینیا  خاطرنشان کرد که افرادی که می‌توان آنها را ماگا در نظر گرفت در متن سرواستیواده، کارما-ساواتارا، ظاهر شدند و همین امر باعث شده که وجود ماگا در ادبیات بودایی به‌طور گسترده شناخته شود (کاسوگای 1954).

## مورد مرتبط
- آقای آشیکاگا